# Вильмерёй
Вильмерёй (фр. Villemereuil) — коммуна во Франции, находится в регионе Шампань — Арденны. Департамент — Об. Входит в состав кантона Буйи. Округ коммуны — Труа.
Код INSEE коммуны — 10416.
Коммуна расположена приблизительно в 150 км к юго-востоку от Парижа, в 90 км южнее Шалон-ан-Шампани, в 11 км к югу от Труа.

## Население
Население коммуны на 2008 год составляло 239 человек.
| 1962 | 1968 | 1975 | 1982 | 1990 | 1999 | 2008 |
| ---- | ---- | ---- | ---- | ---- | ---- | ---- |
| 169  | 160  | 165  | 164  | 225  | 229  | 239  |

## Экономика

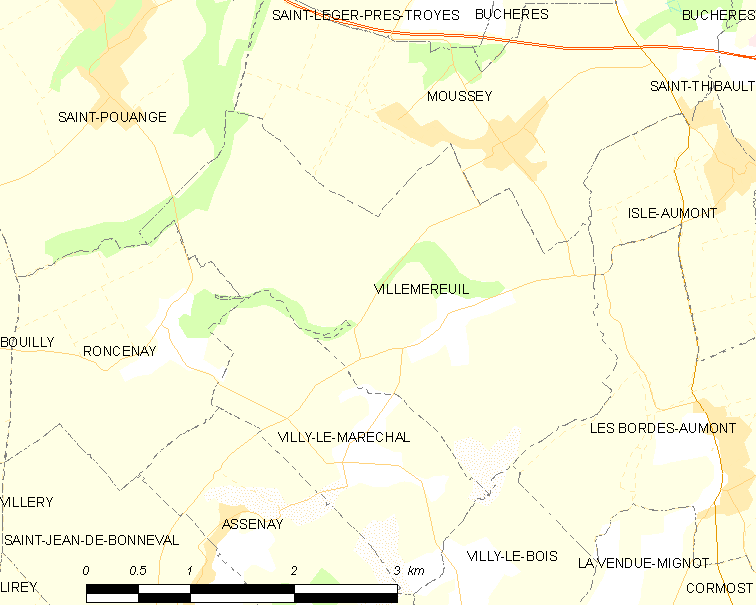
Карта коммуны

В 2007 году среди 155 человек в трудоспособном возрасте (15—64 лет) 114 были экономически активными, 41 — неактивными (показатель активности — 73,5 %, в 1999 году было 78,4 %). Из 114 активных работали 98 человек (54 мужчины и 44 женщины), безработных было 16 (7 мужчин и 9 женщин). Среди 41 неактивных 17 человек были учениками или студентами, 14 — пенсионерами, 10 были неактивными по другим причинам.

## Достопримечательности
- Замок XVI века. Памятник истории с 1971 года[3]
- Придорожное распятие. Памятник истории с 1977 года[4]